# زياد أسود
زياد أسود، عضو في مجلس النواب اللبناني، من مواليد جزين عام 1968.

## دراسته وعمله
مجاز في الحقوق من الجامعة اللبنانية، ويمارس المحاماة.

## في السياسة
- ناشط في التيار الوطني الحر.
- ترشح عن المقعد الماروني في دائرة جزين عام 2005 ثم انسحب.
- انتخب نائبا عن قضاء جزين في العام 2009 ميلادي.